# 余心清

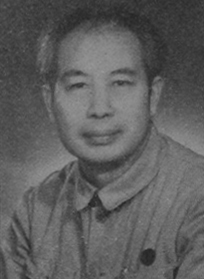
余心清近照

余心清（1898年—1966年9月4日），原名文华，男，安徽合肥人，中华人民共和国政治人物。

## 生平
余心清毕业于金陵神学院、哥伦比亚大学，为冯玉祥部下。回国后，担任开封训政学院院长、察哈尔抗日同盟军总务处长兼察哈尔省政府民政厅长。1933年，参加闽变，并任中华共和国人民革命政府经济委员会代理主席。抗日战争时期，历任国民革命军第三集团军政训处处长等职。后被逮捕，经中国共产党营救获释，此后出席中国人民政治协商会议第一届全体会议。历任中央人民政府办公厅副主任、典礼局局长，政务院机关事务管理局局长、中华人民共和国民族事务委员会副主任，民革中央常委等职位。文化大革命开始后被揪斗，于1966年9月4日在北京家中自杀身亡，终年68岁。1978年10月，在八宝山革命公墓举行了余心清同志骨灰安放仪式。

## 家庭

### 女儿
- 余华心，大连市政协文史委原副主任，嫁原北海舰队副司令员冯洪达[4]。